# 웨일스 공녀 모드
웨일스 공녀 모드(노르웨이어: Maud av Norge, 1869년 11월 26일~1938년 11월 20일)는 에드워드 7세와 덴마크의 알렉산드라 사이에서 태어난 딸로, 덴마크의 칼 왕자와 결혼하였으나, 노르웨이 의회가 그를 노르웨이 국왕으로 선출하면서 그녀 역시 왕비가 되었다. 그녀는 1380년 이래로 덴마크나 스웨덴의 왕비를 겸하지 않은 최초의 노르웨이 왕비이다.
그녀는 빅토리아의 장남이었던 웨일스 공 에드워드와 그의 아내 웨일스 공비 알렉산드라 사이에서 삼녀이자 다섯 번째 자녀로 태어났으며, 모드 샬럿 메리 빅토리아(영어: Maud Charlotte Mary Victoria)라는 이름을 가지게 되었다.